# Kosmacz (rejon bohorodczański)
Kosmacz (ukr. Космач) – wieś na Ukrainie, w obwodzie iwanofrankiwskim, w rejonie bohorodczańskim, w Karpatach Wschodnich.
Pierwsza wzmianka o wsi pochodzi z 1517, obecnie wieś liczy około 1500 mieszkańców.